# Kokama
Die Kokama (auch Cocama) sind ein indigenes Volk in Amazonien in den Ländern Peru, Brasilien und Kolumbien. Davon leben etwa 20.000 der Angehörigen in Peru. Hier leben die Kokama in der Region Loreto, hauptsächlich an den Unterläufen der Flüsse Ucayali, Marañón und Huallaga. Etwa 10.000 Personen leben auf der brasilianische Seite am Oberlauf des Rio Solimões, wie der Amazonas zwischen peruanischer Grenze und dem Zusammentreffen mit dem Rio Negro heißt. Für Kolumbien gibt die letzte Zählung 3221 Angehörige an.
Ein Teil der brasilianischen Kokama lebt in 14 Terras Indígenas (TI), viele jedoch auch in den naheliegen Städten zwischen Benjamin Constant und Fonte Boa. Eine weitere Terra Indígena befindet sich am Unteren Rio Solimões auf dem Gemeindegebiet von Anamã. Etwa 1000 Personen leben im Großraum Manaus.

## Sprache
Die Kokama haben schon seit Mitte des 16. Jahrhunderts Kontakt mit weißen Eroberern und nur etwa 3 % der Kokama sprechen noch die Sprache, die zur Sprachfamilie der Tupí-Sprachen gehört. Am nächsten verwandt ist Kokama mit der Sprache der Omagua, deren Sprecher sich jedoch, gerade in Brasilien, Kambeba nennen. In jüngster Zeit erfolgen Bemühungen, die Sprache auch jüngeren Kokama wieder näherzubringen. Im peruanischen Amazonien wurde die Sprache Kukama-Kukamiria (auch: Kokama-Kokamilla oder Cocama-Cocamilla) um das Jahr 2016 noch von etwa 1000 älteren Menschen gesprochen. Eine Grammatik wurde 2016 von Rosa Vallejos veröffentlicht. Laut Lyle Campbell und anderen (2017) ist die Sprache mit großer Sicherheit „moribund“ (critically endangered). In Kolumbien wird die Sprache nicht mehr gesprochen, und in Brasilien ist sie laut Rosa Vallejos fast ausgestorben.
Bei der Verwendung des Wortschatzes gibt es einige Unterschiede in der Verwendung durch männliche und weibliche Sprecher. In der Verschriftlichung verfügt die Sprache über 16 Buchstaben, die teilweise an das lateinische Alphabet angelehnt sind, in der Aussprache jedoch auch abweichen können.